# Batalla a Seattle
Batalla a Seattle (títol original en anglès: Battle in Seattle) és una pel·lícula d'acció política i thriller de 2007 escrita i dirigida per Stuart Townsend, en el seu debut com a director. La història es basa en les manifestacions contra la cimera de l'Organització Mundial del Comerç a Seattle de 1999. La pel·lícula es va estrenar el 22 de maig de 2008 al Festival Internacional de Cinema de Seattle i es va doblar al català.

## Argument
La pel·lícula representa les manifestacions contra la cimera de l'OMC a Seattle de 1999, quan milers d'activistes van arribar en massa a la ciutat de Seattle, situada a l'estat estatunidenc de Washington, per protestar contra la Conferència Ministerial de l'Organització Mundial del Comerç. Els manifestants van considerar que l'OMC contribuïa a ampliar la desigualtat econòmica entre rics i pobres, mentre que l'OMC afirmava estar arreglant la disparitat i disminuint la fam, les malalties i la mort al món.
La pel·lícula fa una ullada en profunditat a diversos personatges ficticis durant aquells cinc dies de 1999 quan els manifestants van protestar per la reunió de l'OMC als carrers de Seattle. La pel·lícula retrata el conflicte entre manifestants partidaris de la no-violència i de l'acció directa, els quals van dur a terme accions de sabotatge contra propietats que van ser àmpliament cobertes pels mitjans de comunicació. Tot i que la protesta va començar pacíficament amb l'objectiu d'aturar les converses de l'OMC, la policia va començar a llançar gasos lacrimògens a la multitud després que es va negar a abandonar els carrers i la situació es va convertir en un motí a gran escala i un estat d'emergència que va enfrontar els manifestants contra el Departament de Policia de Seattle i la Guàrdia Nacional de Washington.

## Repartiment
Tot i que la pel·lícula està basada en fets, els personatges són ficticis.
- Martin Henderson com a Jay[4]
- Michelle Rodriguez com a Lou[4]
- Charlize Theron com a Ella[4][3]
- Woody Harrelson com a Dale[4]
- André Benjamin com a Django[4]
- Connie Nielsen com a Jean[4]
- Ray Liotta com a batlle Jim Tobin (basat en l'autèntic batlle de Seattle Paul Schell)[4]
- Tzi Ma com a governador (bastat en l'autèntic governador de Washington Gary Locke)
- Ivana Miličević com a Carla
- Channing Tatum com a Johnson
- Jennifer Carpenter com a Sam
- Joshua Jackson com a Randall
- Isaach De Bankolé com a Abasi
- Rade Serbedzija com a Dr. Meric

## Rodatge
Els llocs de rodatge van ser tant als Estats Units d'Amèrica com al Canadà, concretament a les ciutats de Seattle, estat de Washington, i de Vancouver, Colúmbia Britànica, respectivament. En aquest segon indret, es van enregistrar escenes al campus de Point Grey de la Universitat de la Colúmbia Britànica, a la Plaça Granville, a la cantonada de Hastings i Hornby, a la cantonada de Hastings i Howe Leone i L2, al peu de la Biblioteca Pública de Vancouver i al carrer Fraser entre les avingudes 41 i 49.

## Recepció
La pel·lícula va rebre diverses crítiques, obtenint un 56% de valoració positiva al lloc d'agregació de ressenyes Rotten Tomatoes, a dia de març de 2018. El consens crític va ser que la pel·lícula, tot i que «ben intencionada i apassionada, aquest docu-drama sobre les protestes de l'OMC de 1999 té més pes en la política que en el desenvolupament dels personatges». La revista New York Magazine va qualificar la pel·lícula de «triomf», mentre que el crític de cinema del Chicago Sun-Times Roger Ebert va donar a la pel·lícula 3 de 4 estrelles i la va descriure "no com a un documental ni com a un drama, però interessant en si mateixa» i la va comparar amb pel·lícules polítiques anteriors com Medium Cool. Segons Entertainment Weekly, la pel·lícula «sona com una mala pel·lícula de televisió: un drama basat en les protestes que van aturar la cimera de l'Organització Mundial del Comerç de 1999 a Seattle. No obstant això, Stuart Townsend ho recrea tot amb una passió i habilitat impressionants». La pel·lícula també va rebre crítiques positives de The Hollywood Reporter i Variety.
Malgrat la intenció declarada del director de retratar els esdeveniments de protesta amb precisió, la pel·lícula va ser criticada pel col·lectiu anarquista CrimethInc. pel que van veure com un retrat sensacionalista dels esdeveniments. En un pamflet titulat «What About Tomorrow?» ("I què passa demà?"), el col·lectiu va al·legar que les protestes es van caracteritzar a la pel·lícula com un aixecament espontani aïllat en què un «petit grup marginal» d'anarquistes del bloc negre «van apropiar-se l'espectacle», mentre que CrimethInc. va afirmar que «els anarquistes estaven implicats en tots els aspectes diferents de les protestes», inclosa l'organització no violenta i el col·lectiu Food Not Bombs, i van atribuir l'adopció de tàctiques d'acció directa anarquistes com un èxit de la revolta. Una ressenya publicada per Anarkismo va elogiar la pel·lícula com a «clarament ben documentada», citant el ritme i la narrativa general com a bastant exactes, però va criticar la presentació de la política anarquista com a unidimensional i caricaturesca.